# Cardiocondyla wroughtonii
Cardiocondyla wroughtonii är en myrart som först beskrevs av Auguste-Henri Forel 1890.  Cardiocondyla wroughtonii ingår i släktet Cardiocondyla och familjen myror.

## Underarter
Arten delas in i följande underarter:
- C. w. obscurior
- C. w. quadraticeps
- C. w. wroughtonii

## Bildgalleri

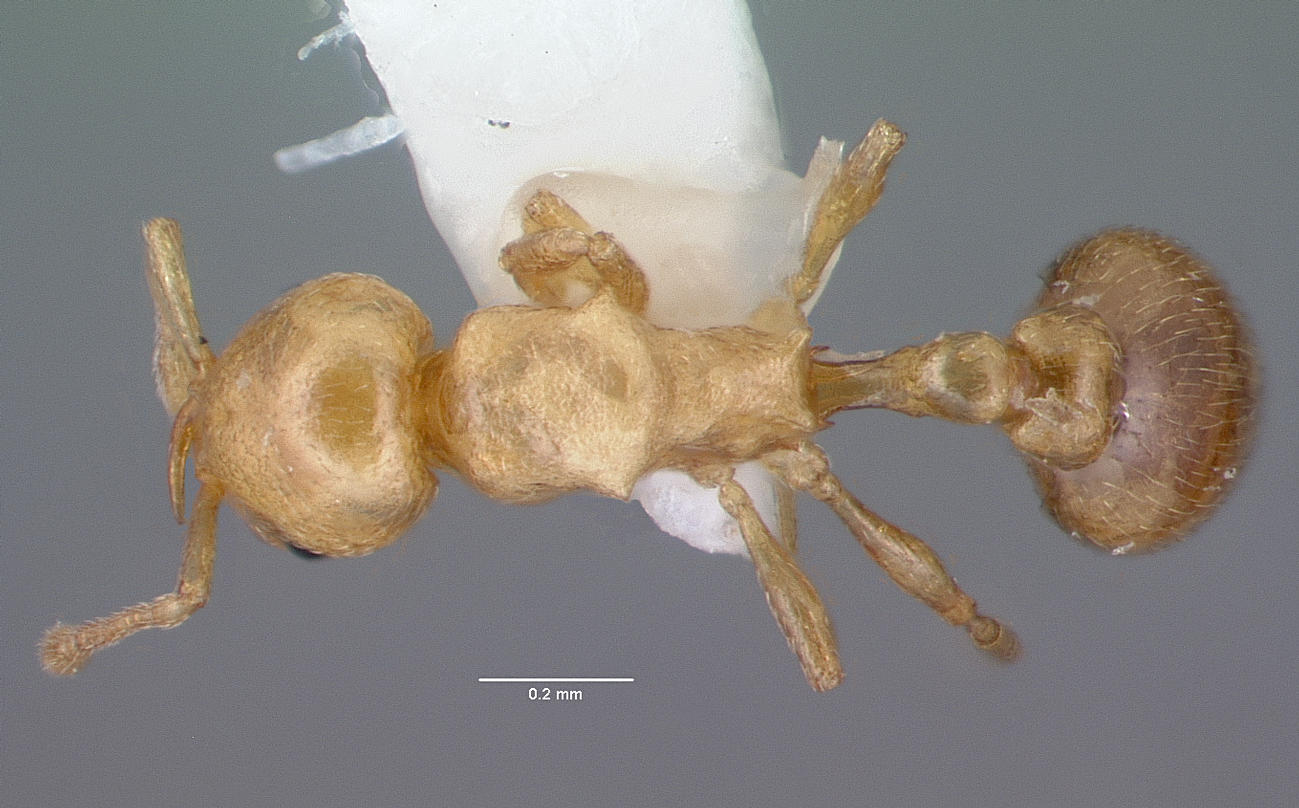
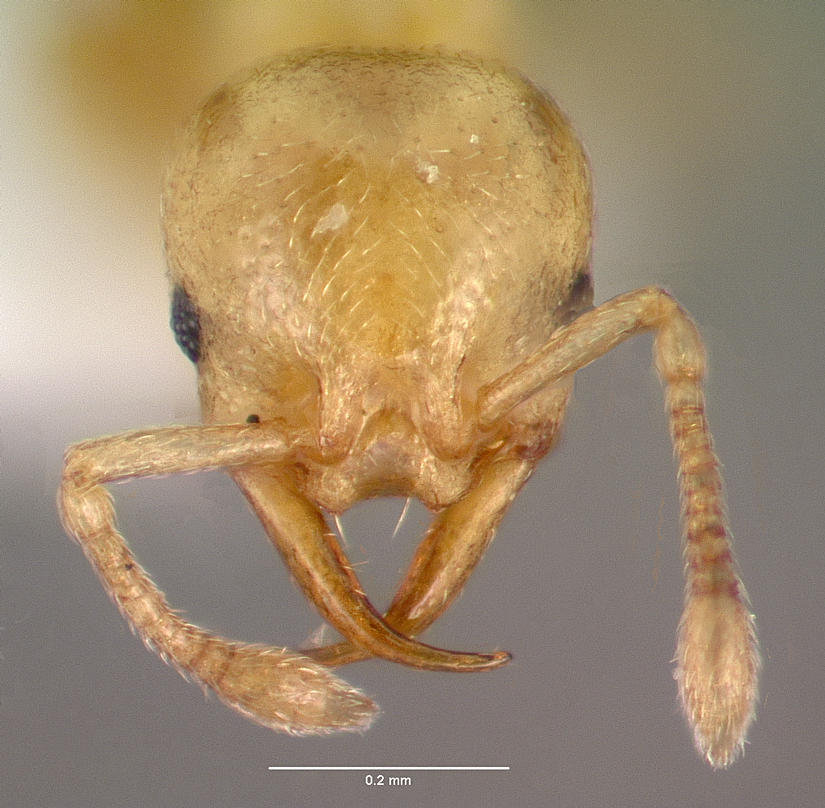
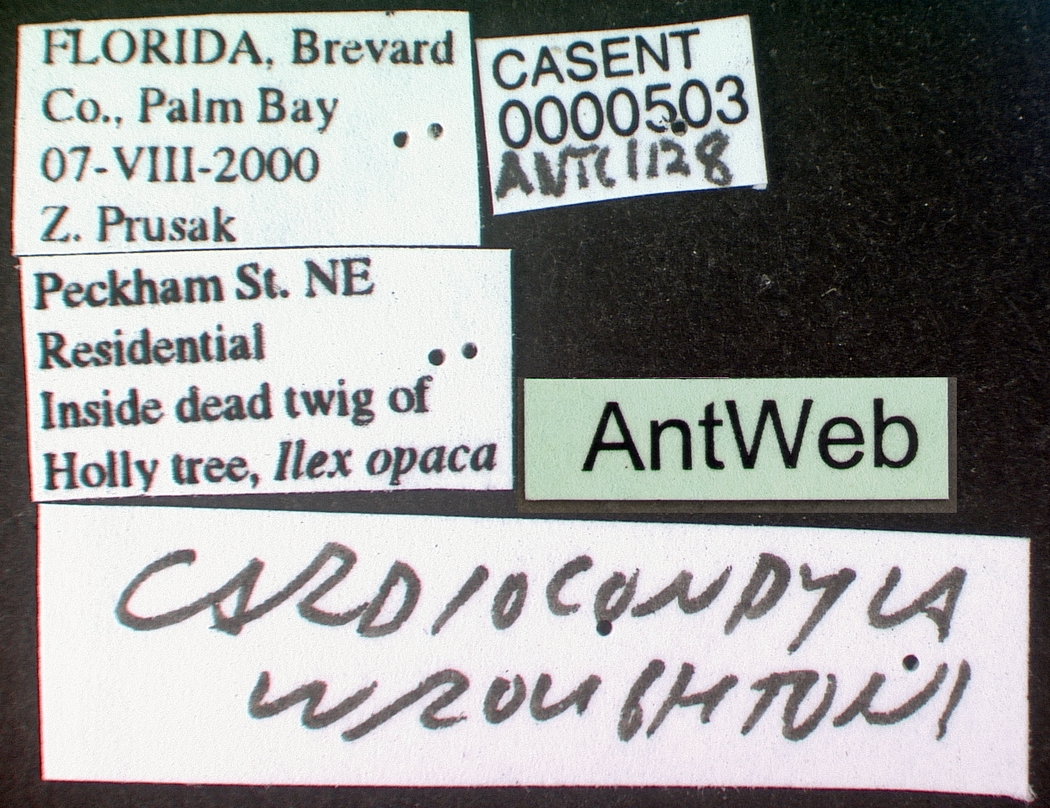
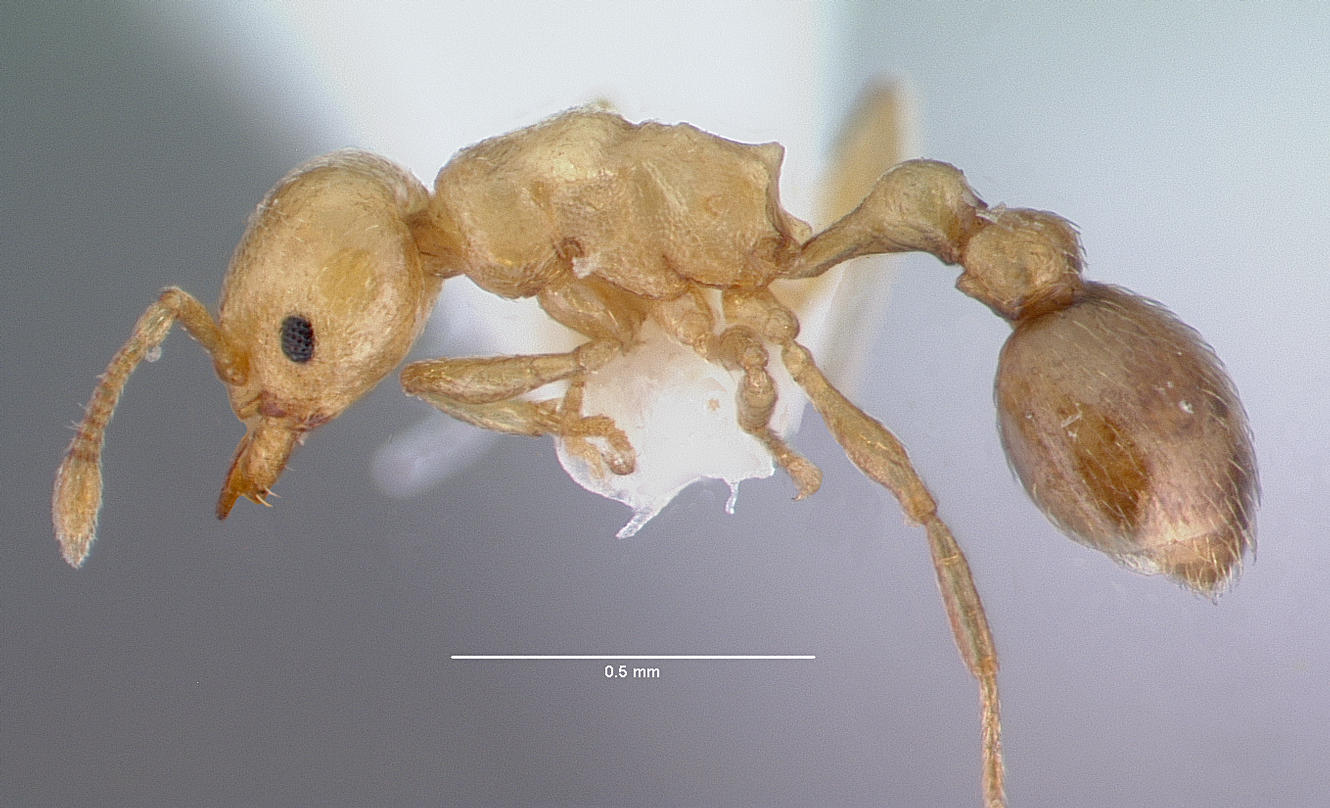
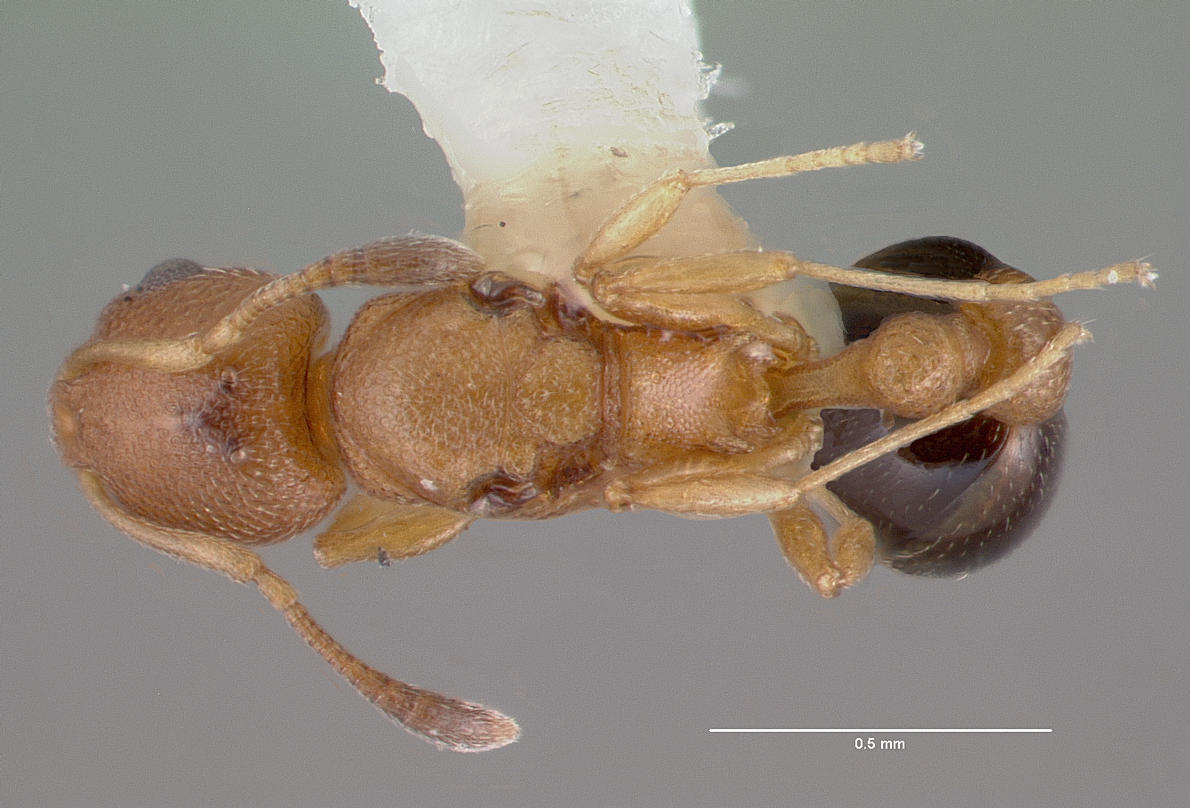
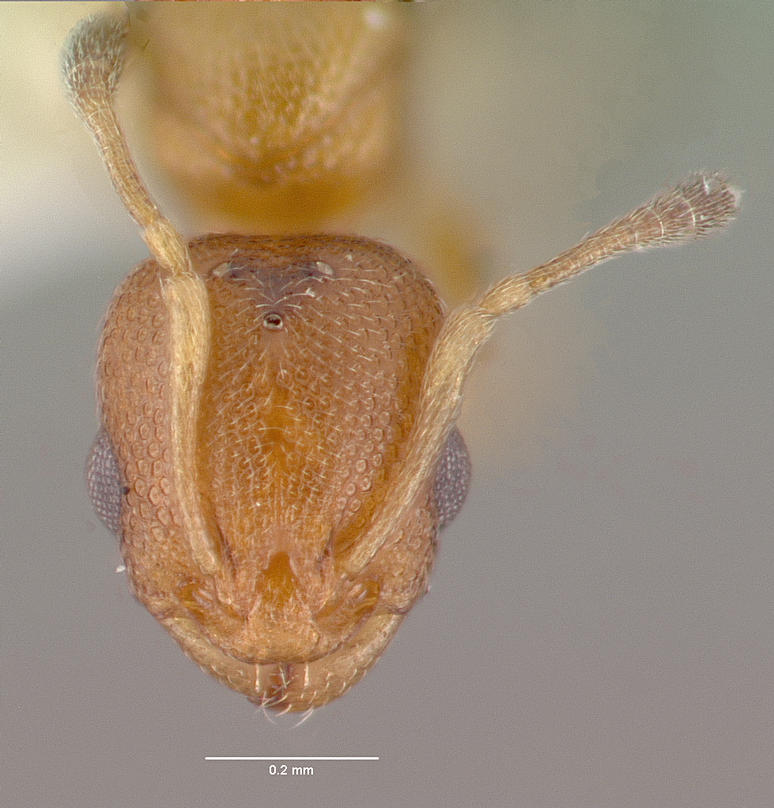